# 삼랑진읍
삼랑진읍(三浪津邑)은 대한민국 경상남도 밀양시의 동남부에 위치한 읍이다. 밀양, 양산, 김해 등 세 지역이 접경을 이루며, 경부선과 경전선이 분기하는 철도교통의 요지이다. 밀양강(응천강)이 낙동강 본류에 흘러들어 ‘세 갈래 물결이 일렁이는 나루’라 하여 삼랑진이라 하였다.
예로부터 영남대로와 접속하는 수운의 요충지로 조선 후기 동안 낙동강의 가장 큰 포구 중의 하나로 1765년(영조 41년)에는 삼랑창(三浪倉, 후조창 後漕倉)이 설치되어 밀양, 현풍, 창녕, 영산, 김해, 양산 등 여섯 고을의 전세와 대동미를 수납, 운송하며 물자의 최대 집산지로 성장하였으나, 육로교통의 발달로 조창이 없어지면서 읍의 중심이 삼랑리(낙동)에서 송지리로 이동하게 되었다. 1928년 이전까지는 자연, 인문지명으로서의 삼랑진으로만 존재하였으나 1905년 송지에 삼랑진역이 들어서고 철도교통의 중심지로 번창하면서 공식 행정지명을 ‘하동’에서 ‘삼랑진’으로 개칭하였다.
종소리 나는 만어사의 경석과 임진왜란 전적지 작원관이 알려져 있으며, 특산물인 딸기는 시배지로 유명하다.

## 지명
밀양강이 낙동강 본류에 흘러들어 -밀양강+낙동강+바닷물(낙동강하굿둑이 건설되기 전에는 감조하천으로 삼랑진까지 역류하여)- 세 갈래(三) 물결(浪)이 일렁이는 나루(津)라 하여 삼랑진(三浪津)이라 하였다고 하지만, 고려 시대와 조선 중기에는 浪 대신 郞으로 표기된 예가 있다.
삼랑나루를 삼랑포(三浪浦)로 쓰기도 하였으나 고지도에는 삼랑진(三浪津) 표기가 압도적으로 많다.
조선 시대 삼랑진 행정지명은 삼랑진면이 아니라 하동면이었다. 단순 방위 표시에 불과한 하동(下東) 지명이 지리 특성이 잘 드러나는 삼랑진(三浪津)이라는 독립적인 명칭으로 고쳐진 때는 1905년 삼랑진역이 들어서고 삼랑진이 유명해지면서 1928년에야 공식 행정지명으로 사용하게 되었다. 조선 시대에 자연지명으로 삼랑(三浪), 인문지명으로 삼랑진(三浪津)이 존재하였으나 행정지명으로는 채택되지 못하다 일제 강점기에 이르러서야 개칭된 것이다.
종종 '삼량진'으로 잘못 일컬어지기도 하는데 '浪'의 음은 '량' 아닌 '랑'이므로 '삼랑진'이 옳은 표기며, 노년층에서는 [삼당진]으로 발음하기도 하지만 [삼낭진]이 표준 발음이다.
로마자 표기도 표준 발음법(음운 변화의 결과)에 따라 'Samrangjin'이 아니라 'Samnangjin'으로 표기한다.

## 역사
- 조선 중기 16세기 초 면방 구역 정비시 밀양부의 동남쪽에 위치했다고 하여 ‘하동면’이라 칭하였다.
- 18세기 중엽 하동면을 하동초동면과 하동이동면으로 분리하였다.
- 1894년 조선 고종 31년 다시 하동면으로 통합되었다.
- 1914년 3월 1일 행정구역 개편시 현재와 같이 13개리를 법정리로 삼았으며, 김해군 생림면 도요리 유도를 송지리에 편입하였다.
- 1928년 4월 1일 하동면을 삼랑진면으로 개칭하였다.[6]
- 1963년 1월 1일 삼랑진면이 삼랑진읍으로 승격되었다.[7]
- 1966년 7월 15일 임천,숭진,청학,용성리 등 옛 금음물부곡 지역 동리의 주민 편의를 위하여 임천출장소를 설치하였다.[8]
- 1976년 12월 7일 도시계획결정고시[9]
- 1977년 4월 27일 도시계획지적고시 확정
- 1995년 1월 1일 밀양시, 밀양군 통합으로 '도 · 농 복합형의 밀양시'(2읍 9면 6동)가 되었다. 밀양군 삼랑진읍 → 밀양시 삼랑진읍[10]

## 지리
삼랑진읍은 밀양시의 동남부에 위치하고 있다. 동쪽으로 금오산(760.5m), 천태산(630.9m) 자락이 신불암고개 아래 작원관지로 떨어지면서 양산시 원동면과 시 경계를 이루었고, 남쪽으로 낙동강 건너 김해시 생림면과 마주하고 있다. 서쪽으로 상남면과 밀양강 하류를 사이에 두고 있으며, 북쪽으로 임천터널을 경계로 남포동과, 만어산(670.4m), 구천산(620m) 줄기를 경계로 단장면과 접하고 있다.

## 하위 행정구역
| 법정리 | 행정리                         |
| ------ | ------------------------------ |
| 송지리 | 내송 1~2, 외송 1~2, 신천, 죽곡 |
| 검세리 | 검세, 송원                     |
| 안태리 | 안태, 동양                     |
| 행곡리 | 안촌, 남촌                     |
| 율동리 | 무곡, 율곡                     |
| 우곡리 | 우곡, 염동                     |
| 삼랑리 | 상부, 하부, 내부, 하양, 거족   |
| 미전리 | 미촌, 대신                     |
| 용전리 | 용전                           |
| 임천리 | 임천, 금곡                     |
| 숭진리 | 숭진, 금호                     |
| 청학리 | 청학                           |
| 용성리 | 청용, 칠성                     |

## 교통

### 철도
- 삼랑진역 : 경부선과 경전선의 분기점으로 삼랑진읍 중심지인 송지리에 있다. 낙동강역과 미전역을 관리하며 하루 왕복 46회 무궁화호가 정차한다. 역내에는 등록문화재 제51호 급수탑이 있다.
- 낙동강역 : 경전선과 미전선이 분기하는 무배치간이역으로 삼랑진역에서 1.7킬로미터 떨어진 삼랑리에 있다. 모든 여객열차가 정차하지 않으며, 2009년 6월 명예역장이 임명되었다.
- 미전역 : 경부선과 미전선이 분기하는 신호소로 미전리에 있으며 여객열차는 정차하지 않는다.

### 도로
- 고속국도 제55호 : 중앙고속도로(사업자 상호 - 신대구부산고속도로)

삼랑진 나들목(삼랑진IC)이 송지사거리에서 1 km 떨어진 미전리에 있다.
- 일반국도 제58호 : 김해시 생림면 - 낙동강 삼랑진교 - 송지사거리 - 삼랑진IC - 임천(부산대 밀양캠퍼스) - 밀양역

※ 삼랑진 - 밀양 구간의 경우 대부분 58번 국도보다는 삼상교(삼랑진읍 미전리와 상남면 평촌리를 잇는 다리)를 거쳐 25번 국도를 이용하는 편이나, 58번 국도 고갯길은 아늑하여 기분전환 드라이브 코스로 괜찮다.
- 지방도 제1022호선 : 송지사거리 - 지하도 - 삼랑진역 - 안태 - 양산시 원동면
- 시외버스는 밀양, 김해행이 각 7회 운행되며(임천 경유 3회,평촌 경유 4회), 밀양행의 경우 농어촌버스도 5회 운행된다.
- 시내버스는 부산대 밀양캠퍼스 - 밀양역 구간이 수시 운행된다.
- 마을버스는 삼랑진역 전방 100m에 위치한 정류장에서 출발하며 행선지별로 안태(양수발전소)행과 우곡(만어사)행이 각 6회, 낙동(삼랑리)행과 용전행이 각 4회 운행된다. 일요일은 휴무이며 장날(4,9일)은 추가 1회 편성된다.
- 자세한 버스 시간표는 밀양시청 홈페이지(생활경제-교통정보) 보관됨 2010-08-07 - 웨이백 머신에서 확인할 수 있다.

### 특색
2009년 현재 삼랑진 낙동강에는 국도58호 신·구 삼랑진교, 경전선 신·구 낙동철교, 중앙고속도로 낙동대교 등 다섯 개의 다리가 놓여 있다.

## 문화·관광

### 역·시장
- 삼랑진역 : 한국 최초의 근대 장편소설 《무정》의 배경이 된 곳으로[11], 2006년에는 영화 《마음이...》가 촬영되기도 하였다.
  - 삼랑진역 급수탑 : 1923년 세워진 철도 급수탑으로 증기기관차가 운행되던 시절 물을 공급하기 위한 시설물이다. 2003년 1월 28일 등록문화재 제51호로 지정되었다.
- 철도관사 : 1927년부터 1945년까지 18년에 걸쳐 조선총독부 철도국 표준설계도에 의해 역 왼편으로 동서 230m, 남북 260m 규모의 격자 주거지에 17동 34호가 건설되었다.[12]
- 송지시장(삼랑진장) : 조선 시대의 장시 삼랑장과 통합된 전통시장으로 매달 4일과 9일에 서는 5일장이다. 삼랑진 지하차도 송지교 앞 농협부터 우체국, 송지사거리까지 열린다.

### 불교
- 만어사[깨진 링크(과거 내용 찾기)] : 영화 '청풍명월' , '그해 여름' 촬영지
  - 만어사 삼층석탑 : 보물 제466호[깨진 링크(과거 내용 찾기)]
  - 만어사 운해 : 밀양8경 보관됨 2009-05-20 - 웨이백 머신
  - 어산불영 경석 : 밀양3대신비 보관됨 2009-05-20 - 웨이백 머신 지질학적으로 암괴류(巖塊流, Block Stream)라고 하며 2011년 1월 13일 국가지정문화재 천연기념물 제528호 로 지정되었다.

- 숭진리 삼층석탑 : 보물 제468호[13]
- 부은사 :  석조아미타불좌상   경상남도 유형문화재  제476호
- 여여정사 : 목조관음보살좌상 경상남도 유형문화재  제477호

### 천주교
- 김범우 순교자 성지 : 한국 천주교 첫 희생자 김범우(金範禹, 토마스 1751~1787년)의 묘와 기념 성모동굴성당이 있다.

- 오순절 평화의마을

### 옛길
- 작원관(鵲院關 까치원관) : 옛 영남대로 험애(險隘) 중의 하나로 원(院), 관(關), 진(津)의 역할을 겸한 교통상 국방상의 관방지다. 특히 임진왜란 전적지로 알려져 있으며 1995년 검세리 작원(鵲院, 깐촌마을) 입구에 성문을 복원하였다. 작원관지(鵲院關址)의 원래 위치는 경부선 철길 따라 약 1km 내려간 지점이다. 경상남도 문화재자료 제73호
- 작원잔도(鵲院棧道 까치비리) : 천태산 자락 낙동강변의 벼랑길로 작원잔로(鵲院棧路), 작원천(鵲院遷), 작천잔도(鵲遷棧道), 작천(鵲遷)이라고도 한다.
- 처자교(處子橋 처자다리) : 낙동강으로 흐르는 검세리 지천 위에 쌍무지개 형태로 세워진 석조 다리(쌍홍예교)다. 4대강사업 때 발굴되어 2012년 8월30일 경상남도 기념물 제281호로 지정되었으며 현재는 매립하여 보존하고 있다.

### 발전소
- 삼랑진양수발전소[14] : 순양수식 지하발전소로 1979년 10월에 착공하여 1985년 12월에 준공되었으며, 한국전력공사 소속에서 2001년 자회사 분리로 한국서부발전으로 바뀌었다 2010년 한국수력원자력으로 이관되었다. 홍보관과 기념탑, 하부댐(안태호, 안태공원), 상부댐(천태호, 천태공원)이 있다.

- 삼랑진 벚꽃길 : 4월이면 발전소 진입로에서 안태호, 천태호로 이어지는 벚꽃길이 펼쳐진다.[15] 안태호 둘레길 트레킹 코스와 천태호에 이르는 드라이브 코스가 있다.
- 삼랑진태양광발전소 : 한국서부발전 소속으로 양수발전소 하부댐 아래에 위치.[16]

### 낙동
- 삼랑진철교
  - 1.1세대 옛 삼랑진교 : 1905년 임시군용철도 마산(포)선 개통 당시 길이  550m의 가목교(1세대)로 가설된 후, 1908년 4월에 길이 560.34m의 파커 트러스교(1.1세대)로 개량 준공되었다.[17] 1962년 2세대 낙동강철교 완공으로 중단된 후, 1964년 12월에 삼랑진교(낙동인도교)로 재개되었다. 별칭으로 '콰이강의 다리'라 불리며, 영화 《똥개》 촬영지이기도 하다.
  - 2세대 옛 낙동강철교 : 1938년 9월 착공하였으나 제2차 세계 대전과 6.25 전쟁을 거치며 1962년 12월에 준공을 보게 되었다. 길이 996.6m의 더블 워런 트러스교로 당시 한강철교 다음가는 긴 다리였다. 3세대 낙동강교가 완공된 후, 폐선철로 관광사업으로 김해시에서 레일바이크로 운영중이다.
  - 3세대 낙동강철교 : 2009년 9월 경전선 복선 전철화 사업으로 총연장 1,520m의 더블 워런 트러스교가 건설되어 KTX가 운행되고 있다.

- 삼랑창(삼랑진 후조창)유지 비석군 : 경상남도 문화재자료 제393호
- 오우정(삼강사, 삼강서원) : 경상남도 유형문화재 제305호(오우선생실기책판), 제306호(삼강사비)

### 산·공원
- 천태산 : 안태호에서 천태호로 이르는 길은 드라이브, 라이딩 코스로 이름나 있다. 주등산로는 양산시 원동면 천태사 입구에서 시작하며 산 정상은 밀양시 삼랑진읍이다.
  - 안태공원, 천태공원 : 삼랑진양수발전소에서 조성한 공원이다. 천태공원은 행정구역상 양산시 원동면에 속하지만 천태호에서 도로가 끝나 실질적으로 삼랑진 관할이다.

- 금오산 : 정상에서 바라보는 안태호수와 낙동강 낙조가 일품이다.

- 만어산 : 산보다는 절 너덜겅 바위들이 유명하다. 돌강을 두고 삼국유사에서는 어산불영 경석(물고기 산 종소리 나는 바위에 어린 부처님 그림자)이라는 불교적, 문학적 표현을 썼다. 천연기념물 지정 명칭은 지질학 용어 암괴류로 정하였는데 경상남도 기념물 어산불영 경석과 같은 것을 말한다. 만어산 경석, 종석을 줄여 만어석이라고도 한다.

- 무월산 : 무흘(무월,미전)고개 아래 고려, 조선시대 역참 무흘(무월이)역이 있었으며 삼랑진 나들목과 가깝다.

- -  트윈터널 : 무월산 경부선 폐터널을 활용한 캐릭터 빛 테마파크로 우측 입구는 2세대 콘크리트 터널이며, 좌측 출구는 1세대 벽돌 터널이다. 대한제국 고종 때 만들어졌으며 터널 내부에서 도깨비불을 발견했다던지, 빛나는 돌을 주워 큰 행운이 찾아왔다는 이야기도 전해진다. 상행 457m, 하행 443m로 총 길이 900m로 트윈터널이라는 이름을 갖게 되었다.

- 미전천 생태하천 : 생태탐방로, 관찰데크 등이 조성된 친수공간으로 송지교와 삼랑진 나들목에서 출입이 쉽다

- 삼랑진생태문화공원 : 낙동강변 송지 생태습지공원으로 산책로와 전망데크, 잔디광장, 운동장 등이 있으며 자전거길 쉼터와 캠핑 장소로도 이용되고 있다.

- 작원관 소공원 : 작원관 입구에 소규모 행사, 공연이 가능한 공원이 조성되어 있다.

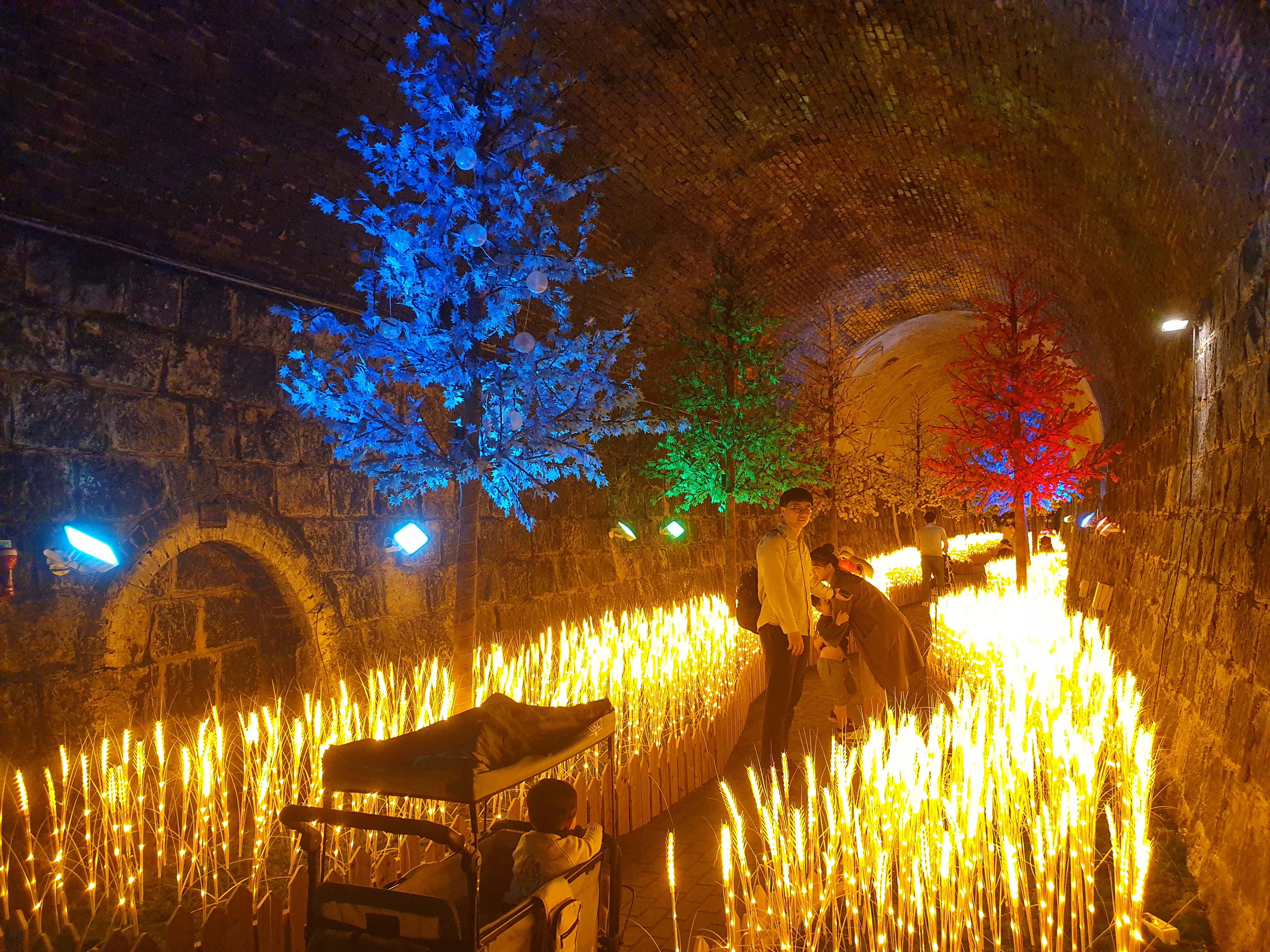
트윈터널

## 특산물
- 딸기 : 대한민국 딸기 시배지(최초 재배지)로 매년 3월말~4월경 '삼랑진 딸기 한마당 대축제'가 열린다.
- 복숭아 : 송지리 죽곡마을에 복숭아밭이 많다.

## 배경 문학작품

### 한시
- 고려 원감국사 충지 - 산에서 놀다 돌아오는 길에 삼랑루를 지나며 배에서 지음(遊山廻過三郞樓舟中作) , 안렴사 박항의 밀성 삼랑루 시에 차운함(次朴按廉恒 題密城三郞樓詩韻)

- 조선 허백당 성현 - 무흘역에 쓰다(題無訖驛)
- 백사 이항복 - 작원잔도를 지나며(過鵲院棧)
- 죽암 허경윤 - 삼랑진 배 안에서(三浪舟中)
- 자수재 허빈 - 삼랑진에서 세 사람을 보내며 작별시를 주다(三浪津贈別宋君望金潤伯琵琶僧游沙)

- 낙원 안숙 - 임진왜란 전적지 작원을 지나며(過鵲院)

- 한문사대가 택당 이식 - 삼랑포(三郞浦), 작원잔도(鵲院遷)
- 치암 남경희 - 삼랑포를 지나며(過三浪浦), 삼랑진에서 달밤에 청晴자로 시를 서로 짓다(三浪月夜得晴字 몽수 박정원, 덕계 남봉양과 함께)
- 일포 박시원 - 달밤에 밀양 삼랑창에 앉아서(月夜 坐密陽三浪倉)
- 낙하생 이학규 - 삼랑진 노랫말(三浪詞), 삼랑진장(三浪墟市), 삼랑진 술집에서 즉흥적으로 읊음(三浪酒壚卽事)
- 방산 허훈 - 삼랑진 강물은 신록으로 물들고(三浪 三浪江水綠於染~), 오우정 현판 시에 차운함(五友亭 次板上韻)
- 소눌 노상직 - 삼랑진 뱃놀이(三浪舟遊)
- 홍와 이두훈 - 작원관(鵲院關)
- 성와 이인재 - 삼랑포(三浪浦)
- 동암 이현욱 - 삼랑진 철교를 지나며(過三浪橋)
- 택재 류잠 - 해 저무는 삼랑진역에서(三浪津 落日三浪驛~)

### 소설
- 춘원 이광수 -  《무정》
- 요산 김정한 -  《뒷기미 나루》
- 유익서 - 《바위 물고기》

### 시
- 황동규 - 〈삼랑진 만어사 물고기 바위들〉
- 정일근 - 〈내 귓속의 물고기 한 마리〉
- 조용미 - 《일만 마리 물고기가 山을 날아오르다》 〈魚飛山〉
- 곽도경 - 〈만어사1,2,3〉
- 이우걸 - 〈삼랑진역〉
- 김혜연 - 〈삼랑진역〉
- 문희숙 - 〈삼랑진〉, 〈낙동강역에서〉

## 관련 드라마·영화

### 드라마
- 왕초 (1999년) : 삼랑진역, 삼랑진철교(옛 낙동철교)
- 감격시대 (2014년) : 삼랑진철교(옛 낙동철교)

### 영화
- 똥개 (2003년)  : 삼랑진철교(옛 삼랑진교)
- 청풍명월 (2003년)  : 만어사
- 오구 (2003년) : 삼랑진장
- 마음이... (2006년) : 삼랑진역
- 그해 여름 (2006년) : 만어사
- 소리굽쇠 (2014년) : 삼랑진철교(옛 삼랑진교)

## 관련 가요
| 곡명                       | 작사   | 작곡   | 노래            | 해당 가사                           |
| -------------------------- | ------ | ------ | --------------- | ----------------------------------- |
| 비나리는(비 내리는) 삼랑진 | 반야월 | 이재호 | 박재홍 / 진방남 |                                     |
| 비나리는(비 내리는) 삼랑진 | 이인선 | 성영택 | 유학            |                                     |
| 울리는 경부선              | 반야월 | 나화랑 | 남인수          | 잘 있거라 한마디로 떠나가는 삼랑진  |
| 경상도야 잘 있거라         | 최치수 | 김성근 | 남백송          | 부산아 잘 있거라 삼랑진아 다시 보자 |
| 낙동강 피리 소리           | 반야월 | 김부해 | 박명애          | 삼랑진 이별하고 구포다리 지나갈 때  |
| 세갈래길 삼랑진            | 김성룡 | 김성룡 | 유경미          |                                     |
| 이별의 삼랑진역            | 이호섭 | 안치행 | 문희옥          |                                     |

## 기타
삼랑진읍의 안촌마을에서는 《안촌둥지마을이야기》라는 이름의 비정기 마을신문(504mm*341mm)을 발행한다. 발행처는 안촌마을신문발행위원회이며, 발행인은 김점옥, 천상렬이다. 2016년 7월 11일 제 1호를 시작으로, 2017년 1월 1일에 제2호가 발행되었다.
"안촌둥지마을이야기"란 둥지마을은 안락한 보금자리, 새의 둥지, 새로운 생명의 터전을 뜻하는 의미로 안촌마을을 더욱 돋보이게 하는 뜻이다.

## 교육 기관
| 학교명         | 소재지                          | 비고        |
| -------------- | ------------------------------- | ----------- |
| 삼랑진초등학교 | 삼랑진읍 만어로 11 (송지리)     |             |
| 송진초등학교   | 삼랑진읍 삼랑진로 206 (송지리)  |             |
| 숭진초등학교   | 삼랑진읍 삼랑진로 1286 (숭진리) |             |
| 안태초등학교   | 삼랑진읍 천태로 375-10 (안태리) | 1999년 폐교 |
| 삼랑진중학교   | 삼랑진읍 만어로 12-7 (송지리)   |             |
| 삼랑진고등학교 | 삼랑진읍 만어로 16 (송지리)     |             |

- 부산대학교 밀양캠퍼스 : 2006년 3월 밀양대학교가 부산대학교에 통합되었다.
- 밀양도서관 : 교육청 소속으로 2010년 10월 7일 밀양시 삼문동에서 삼랑진읍 송지리 삼랑진초등학교 옆으로 신축 이전 개관하였다.

## 같이 보기
- 삼랑진역
- 삼랑진 나들목
- 낙동강역
- 미전역
- 밀양시